# Vattendrag i Sverige (T–U)
Siffrorna efter vattendragens namn anger deras längd. Längder på minst 2 mil är avrundade till halv- eller helmil. Vattendrag med flodområden på över 4 kvadratmil är skrivna med fetstil.
- Tabergsån 35
- Takajoki 30
- Tallån 35
- Tallåsbäcken 16
- Talvatissjöbäcken 15
- Tandlaån 25
- Tandsjöån 13
- Tandån 20
- Tangån 30
- Tannbäcken 25
- Tansbäcken 15
- Tansån 16
- Tanumsälven
- Tarfalajåkka 11
- Tarmsälven 30
- Taruantojoki 55
- Tarån 20
- Taske å 12
- Tassbyälven 15
- Tavelån 65
- Tegabäcken 18
- Tegelsmoraån 9
- Telebäcken 50
- Teletöisenjoki 16
- Temminkijoki 11
- Tengeliönjoki 125
- Tennan 40
- Tenningån 25
- Tertojåhka 50
- Testeboån 110
- Teurajoki 70
- Tevån 18
- Tidan 185
- Timsån 11
- Timsälven 125
- Tingsjöån 20
- Tingvastobäcken 18
- Tingån
- Tinnerbäcken 18
- Tivsjöån 25
- Tiån 14
- Tjaktjaurälven 30
- Tjartsebäcken 18
- Tjatitjjåhkå 20
- Tjatsvaggejåhkå 20
- Tjautjerbäcken 18
- Tjengaljåhkå 17
- Tjeurajåhkå 18
- Tjidtjajåhkå 30
- Tjipkobäcken 13
- Tjulån 40
- Tjuoltajåhkå 30
- Tjuonavaggejåhka 14
- Tjuoukutimjåhkå 16
- Tjutebäcken 11
- Tjålojåhka 14
- Tjåterbäcken 20
- Tjäpsjukke 15
- Tjärekullaån 20
- Tjärngetbäcken 13
- Tjärnsälven 45
- Tjörningabäcken 13
- Tobyälven 18
- Toftaån 9
- Tolitaälven 25
- Tolkbäcken 17
- Tolkkijoki 25
- Tommarpaån 45
- Torasjoki 15
- Torisbäcken 11
- Torneälven 520
- Torpabäcken 20
- Torpaån 20
- Torpedalsälven 20
- Torpån 20
- Torrebergabäcken 14
- Torrfinnån
- Torsbäcken 16
- Torshagsån 14
- Torsjöån 20
- Torsmovasseln 13
- Torvsjöån 40
- Torvån 12
- Torån 20
- Toskbäcken 16
- Tranebergsälven 25
- Trankvillsån 20
- Trinnan 18
- Trollbosjöån 10
- Trosaån 70
- Trosbyån 17
- Tryssjöbäcken 13
- Trändeån 40
- Träppjaån 20
- Trödjeån 20
- Trönningeån 11
- Trösälven 35
- Tsåkaurjåhkå 12
- Tukijåhkå 25
- Tullstorpsån 20
- Tulusjoki 11
- Tumbaån 16
- Tunaån 70
- Tunnersjöbäcken 25
- Tuoljebäcken 20
- Tuolpukkajoki 12
- Tuorpunjåhkå 20
- Tuortapebäcken 18
- Tupojoki 25
- Turingeån 25
- Tutturjåhka 17
- Tuvattsån 13
- Tuvebäcken 14
- Tvååkers kanal 20
- Tväringsån 20
- Tvärlikan 14
- Tvärån 8
- Tvärån 17
- Tvärån 9
- Tvärån 13
- Tvärån 16
- Tvärån 40
- Tvärån 20
- Tvärån 8
- Tvärån 13
- Tvärån 30
- Tvärån 14
- Tvärån 35
- Tvärån 115
- Tvärälven 30
- Tvärälven 17
- Tynnsån 25
- Tyresån 30
- Tåmälven 40
- Tångsån 30
- Tångån 14
- Tåsan 45
- Täckelån 20
- Täfteån 45
- Täftån 16
- Tälgslättån 45 [förtydliga]
- Täljareån 8
- Täljeån 20
- Tällvattsbäcken 30
- Tällån 16
- Tämnarån 100
- Tängvattsbäcken 35
- Tännån 65
- Tärendöälven 50
- Tärnaån 75
- Tärnickån 17
- Töftedalsån 40
- Töjsan 20
- Töreälven 75
- Törlan 20
- Törnaån 10
- Törnan 9
- Uddbäcken 10
- Udtjabäcken 45
- Udtjajåhkå 20
- Ugan 18
- Uggelforsån 15
- Ukerån 12
- Ullersjöbäcken 10
- Ullersättersbäcken 16
- Ullnaån 6
- Ullångsån 30
- Ulvsnäsabäcken 14
- Ulvån 12
- Umeälven 465
- Unnan 50
- Upmasjåhkå 35
- Upperudsälven 145
- Urstjärnälven 25
- Urtomanjoki 18
- Utansjöån 30
- Utbyån 9
- Utsulån
- Utterbäcken 11
- Utterån 60
- Uvan
- Uvån